# Pan European Game Information
Pan European Game Information — PEGI (срп. Паневропска информација за игре — ПЕГИ) европска је организација која врши класификацију видео-игара према старосним групама. Организација је развијена од стране компаније Interactive Software Federation of Europe, а основана је априла 2003. године. ПЕГИ систем се тренутно користи у 39 држава.

## Старосне категорије
ПЕГИ одређује пет старосних категорија.
| Оцена | Опис |
| ----- | --- |
|       | Сматра се прикладним са све старосне групе. Игра не би требало да садржи икакве призоре који би могли да уплаше млађу децу. Прихватљив је врло благ облик насиља (у комичном контексту или дечјем окружењу). Псовке не смеју бити присутне. |
|       | Садржај игре са сценама које могу да изазову страх код млађе публике требало би спадати у ово категорију. Дозвољени су врло благи облици насиља (подразумевано, нереалистично или неопширно насиље) као и вулгарност. |
|       | Игре које приказују насиље у мало већој мери између измишљених ликова или нереалистично насиље између људских ликова. Сексуални нагони или сексуалне постуре могу бити присутни, док свако псовање мора бити благо. Коцкање, баш као у стварном свету, такође може бити присутно. (нпр. карташке игре које би људи у стварности играли за новац). |
|       | Ова оцена се користи у оним играма када приказ насиља (или сексуалне активности) достиже ниво који изгледа исти као и у стварном свету. Употреба псовки може бити екстремнија. Конзумирање дувана, алкохола или илегалних дрога такође може бити присутна.                                                                                        |
|       | Класификација за одраслу публику се примењује када ниво насиља долази до нивоа где оно постаје грубо насиље, односно насиље без одређеног мотива и насиље против беспомоћних ликова. Kонзумирања илегалних дроги, експлицитнe сексуалнe активности и псовке су такође присутни.                                                                   |

Тренутни дизајн представљен је 2010. Црне и беле иконе користиле су се до јуна 2009, када су најављене обојене и кодиране ПЕГИ иконице. Боје су ишле следећим редоследом: зелена за кориснике од три и седам година, наранџаста од дванаест и шеснаест и црвена за кориснике од осамнаест година. Тај дизајн је мало измењен крајем 2010. тако што је жиг компаније склоњен. 
| 2003. | 2009. | 2010. |
| ----- | ----- | ----- |
|       |       |       |
|       |       |       |
|       |       |       |
|       |       |       |
|       |       |       |

У Португалији, две ПЕГИ категорије биле су усклађене са старосним оценама филмског класификационог система како би се избегла забуна; оцена 3 промењена је у 4 и оцена 7 промењена је у 6. Финска је такође користича модификовану скалу, где је оцена 12 постала 11, а 16 постала 15. Ипак, Финска је потпуно усвојила ПЕГИ систем датума 1. јануара 2007.
| Стандард    | ПЕГИ 3 | ПЕГИ 7 |
| ----------- | ------ | ------ |
| Португалија |        |        |

### Опис садржаја
Постоје девет описа садржаја, а то су:
| Иконица | Опис садржаја                    | Објашњење | Одговарајуће старосне доби |
| ------- | -------------------------------- | --- | -------------------------- |
|         | Насиље                           | Игра садржи приказе насиља. Игре оцењене са ПЕГИ 7, могу имати само нестварно насиље или насиље без детаља. ПЕГИ 12 игре могу садржати насиље у фантастичним окружењима или нестварно насиље између људских ликова. Зато, игре оцењене са ПЕГИ 16 или 18 имају све, или велику већину, и стварније облике насиља. |                            |
|         | Вулгарност/псовање               | Игра садржи тзв. лош језик, односно употребу псовки и увреда. Овакав садржај може се наћи у играма са оценом ПЕГИ 12 (благо псовање), ПЕГИ 16 (сексуално вређање, богохуљење, екстремније псовање), или ПЕГИ 18 (екстремније сексулано вређање, богохуљење и псовање).                                            |                            |
|         | Страх (ПЕГИ 7) / хорор (ПЕГИ 12) | Овај садржај се може наћи у играма са оценом ПЕГИ 7, уколико игра садржи приказе које могу бити страшне за млађе кориснике или са оценом ПЕГИ 12, ако игра има страшније и ужасније приказе или хорор ефекте (али без насилног садржаја).                                                                         |                            |
|         | Коцкање                          | Игра садржи елементе које подстичу или подучавају коцкању. Игре са овим садржајем припадју групама ПЕГИ 12, ПЕГИ 16 или ПЕГИ 18. |                            |
|         | Секс                             | Овакав садржај може пратити оцена ПЕГИ 12, ако игра садржи сексуалне постуре или нагон, ПЕГИ 16, ако је присутна еротска голотиња или сексуални однос без видљивих гениталија или ПЕГИ 18, ако је пристуна експлицитна сексуална активност.                                                                       |                            |
|         | Дрога                            | У игри се конзумирају незаконити опијати, алкохол и(ли) дуван. Игре са оваквим садржајем увек су оцењене са ПЕГИ 16 или ПЕГИ 18. |                            |
|         | Дискриминација                   | Игра садржи приказе етничке, религијске, националистичке или друге стереотипе који ће вероватно подстаћи мржњу код неког лика, или ликова, у игри. Овакав садржај увек је ограничен оценом ПЕГИ 18. |                            |
|         | Онлајн                           | Игра садржи међуђеловање корисника преко интернет везе. Овај опис је укинула сама компанија ПЕГИ 2015. године јер већина данашњих видео-игара омогућава играчима играње на мрежи. |                            |
|         | Куповина у игри                  | Опис представљен 2018. Игра садржи додатно плаћање садржаја, као што су микротрансакције или садржај за преузимање, који могу бити купљени са правим новцем унутар игре. |                            |